# Quăng lông
Quăng lông hay còn gọi thôi ba lông xám (danh pháp khoa học: Alangium salviifolium) là một loài thực vật có hoa trong họ Sơn thù du. Loài này được (L.f.) Wangerin miêu tả khoa học đầu tiên năm 1910. Quăng lông cũng thường được gọi là Ankolam ở Malayalam, Ankola ở Kannada, Akola hoặc Ankol trong tiếng Hindi và Alanji ở Tamil. Ở Ấn Độ, nó chủ yếu được tìm thấy ở những vùng đồng bằng khô và đồi thấp, chúng cũng được tìm thấy dọc hai bên các con đường.

## Hình ảnh

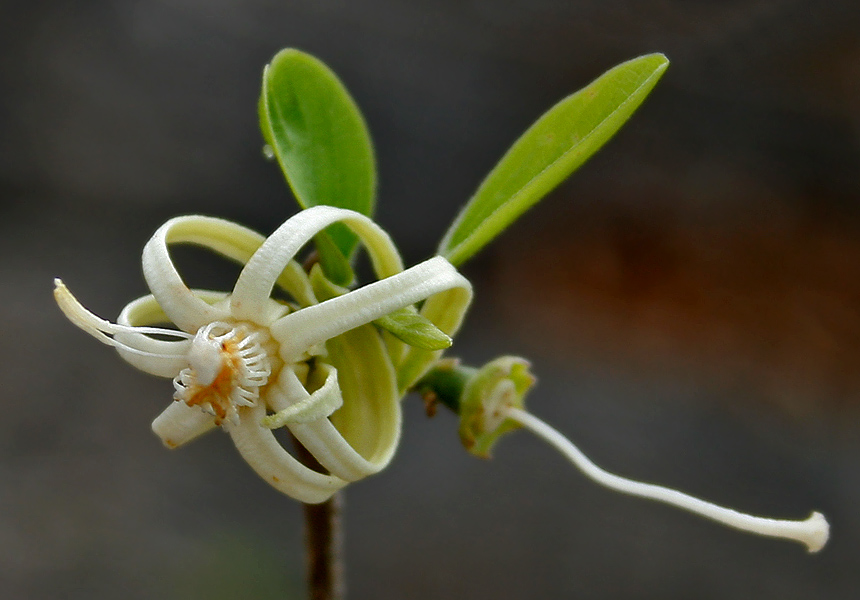
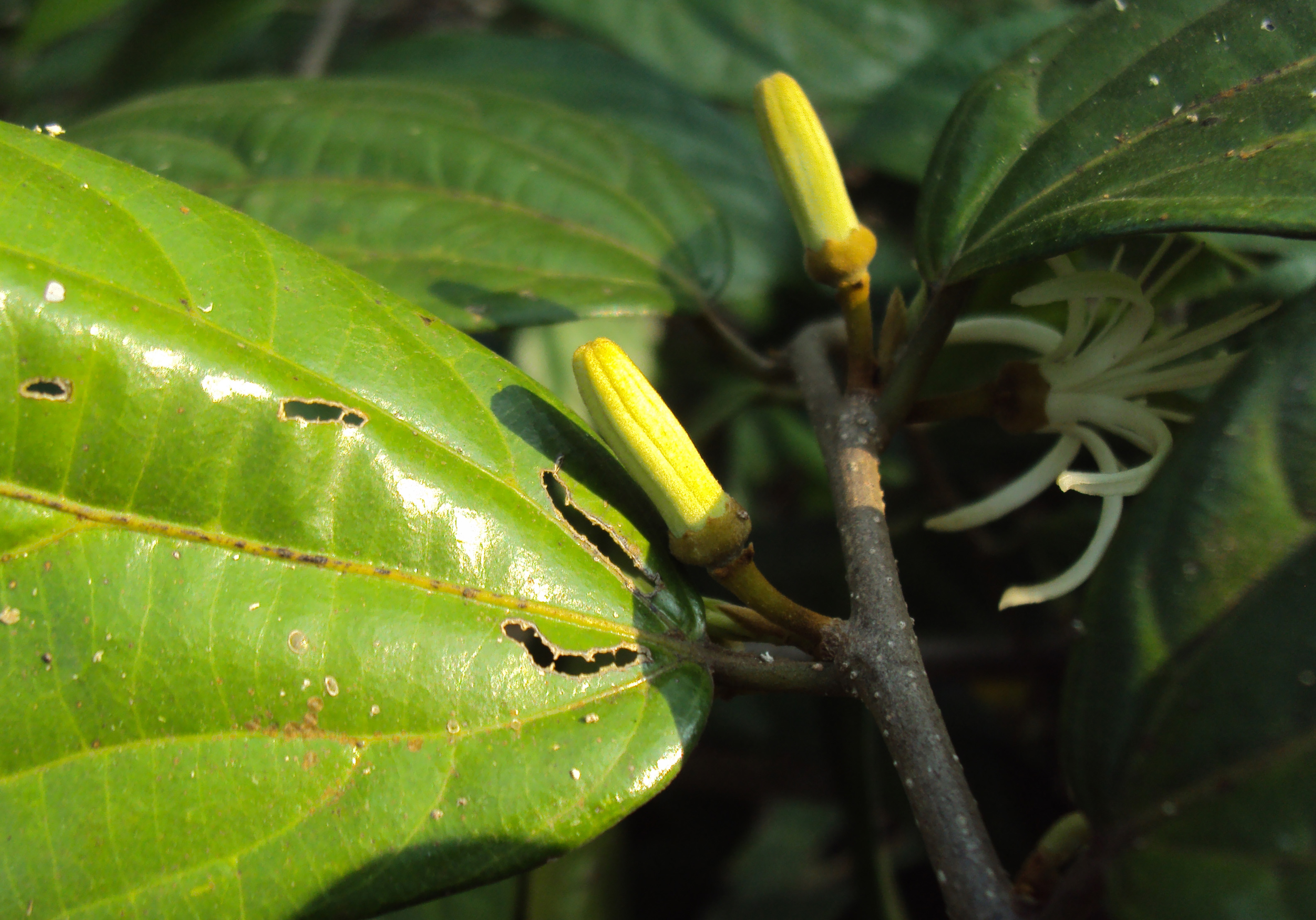
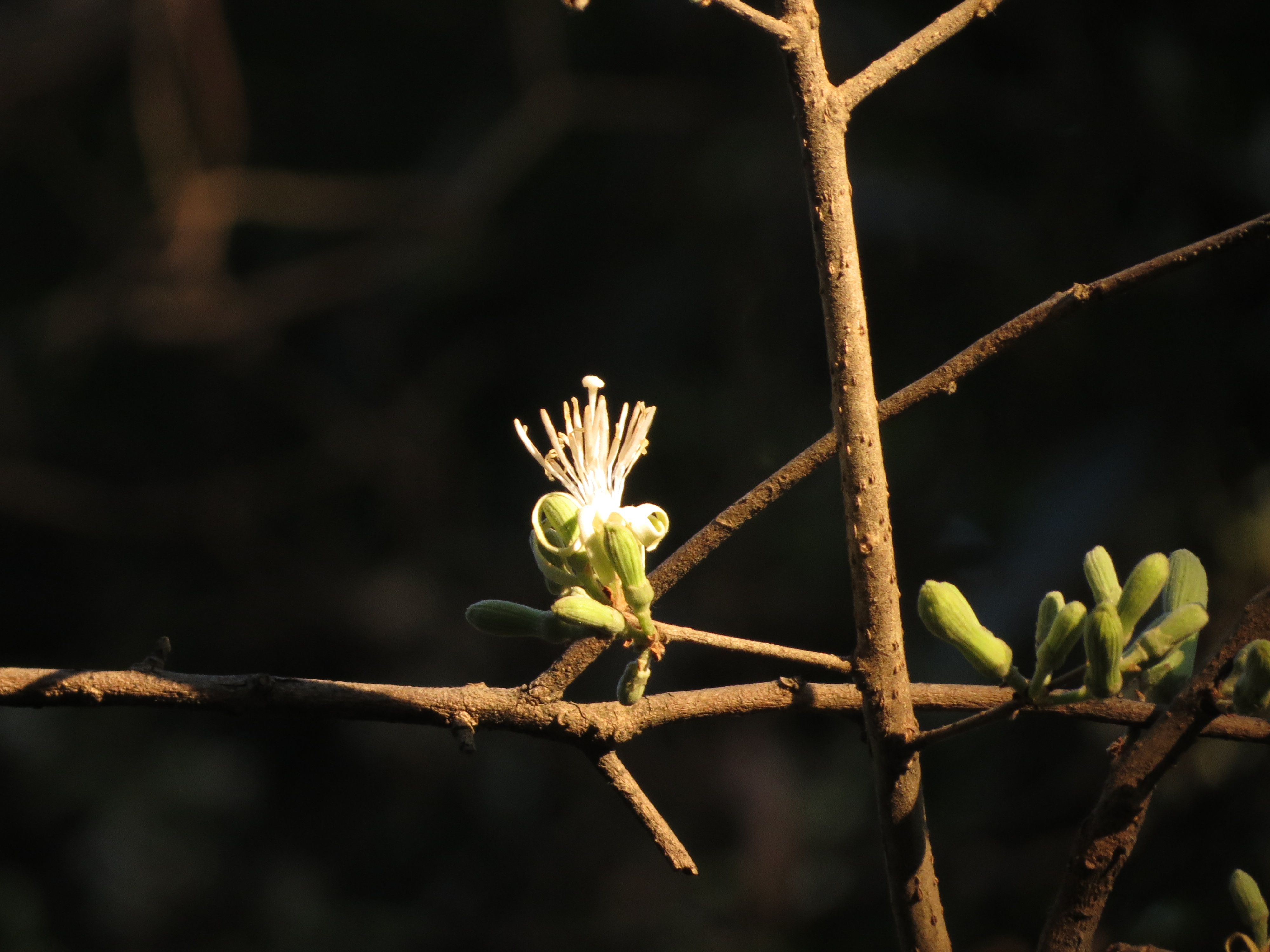
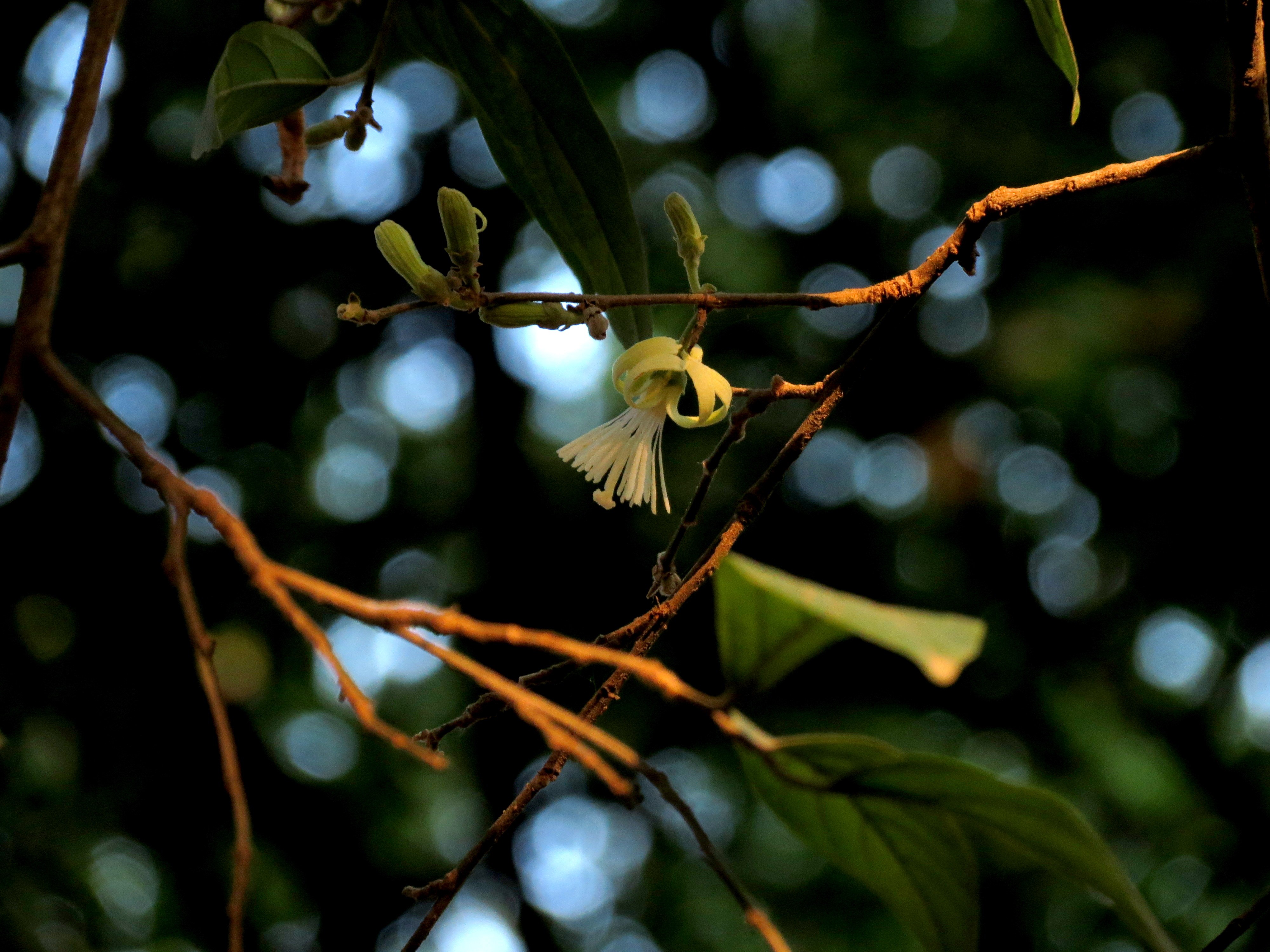
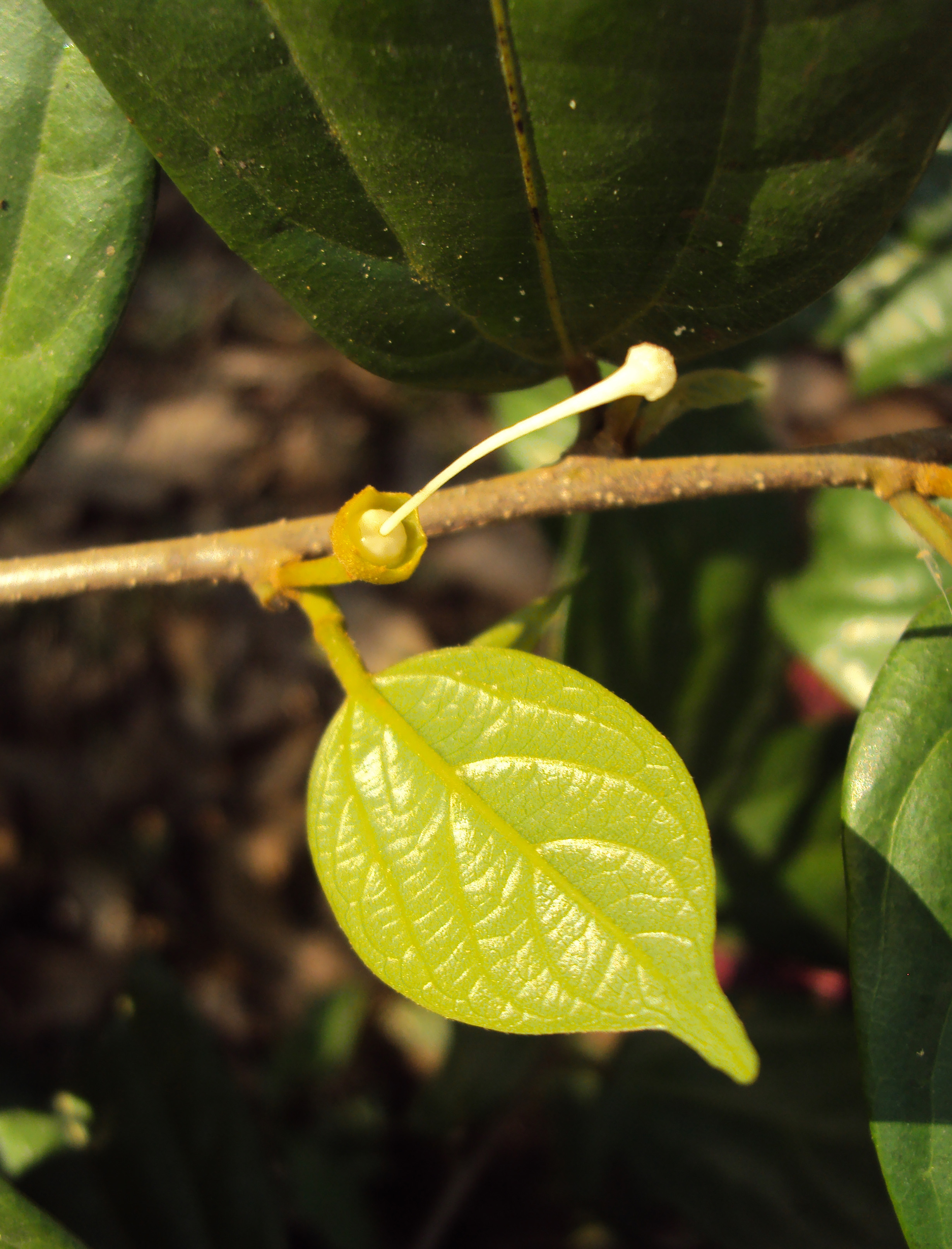
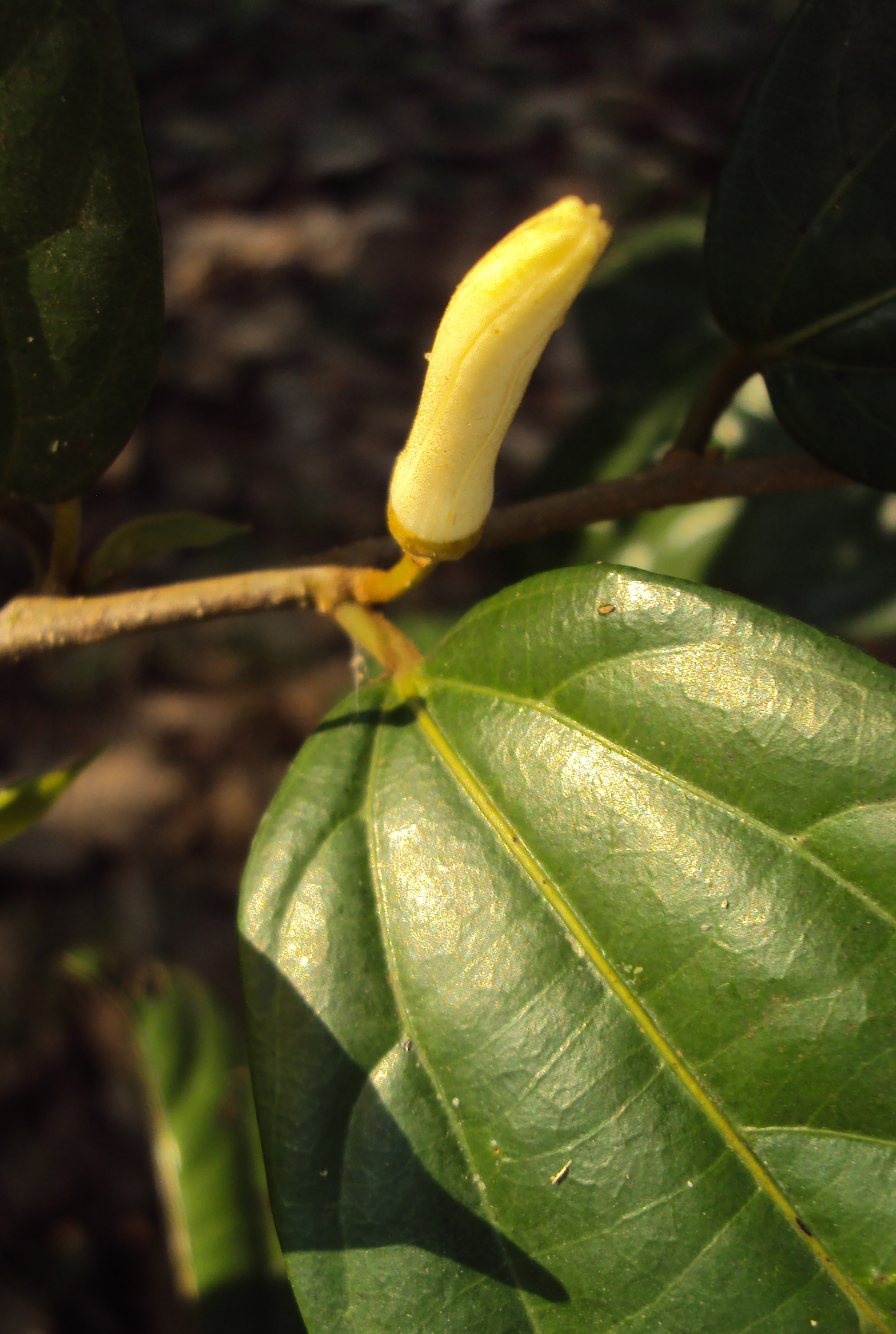
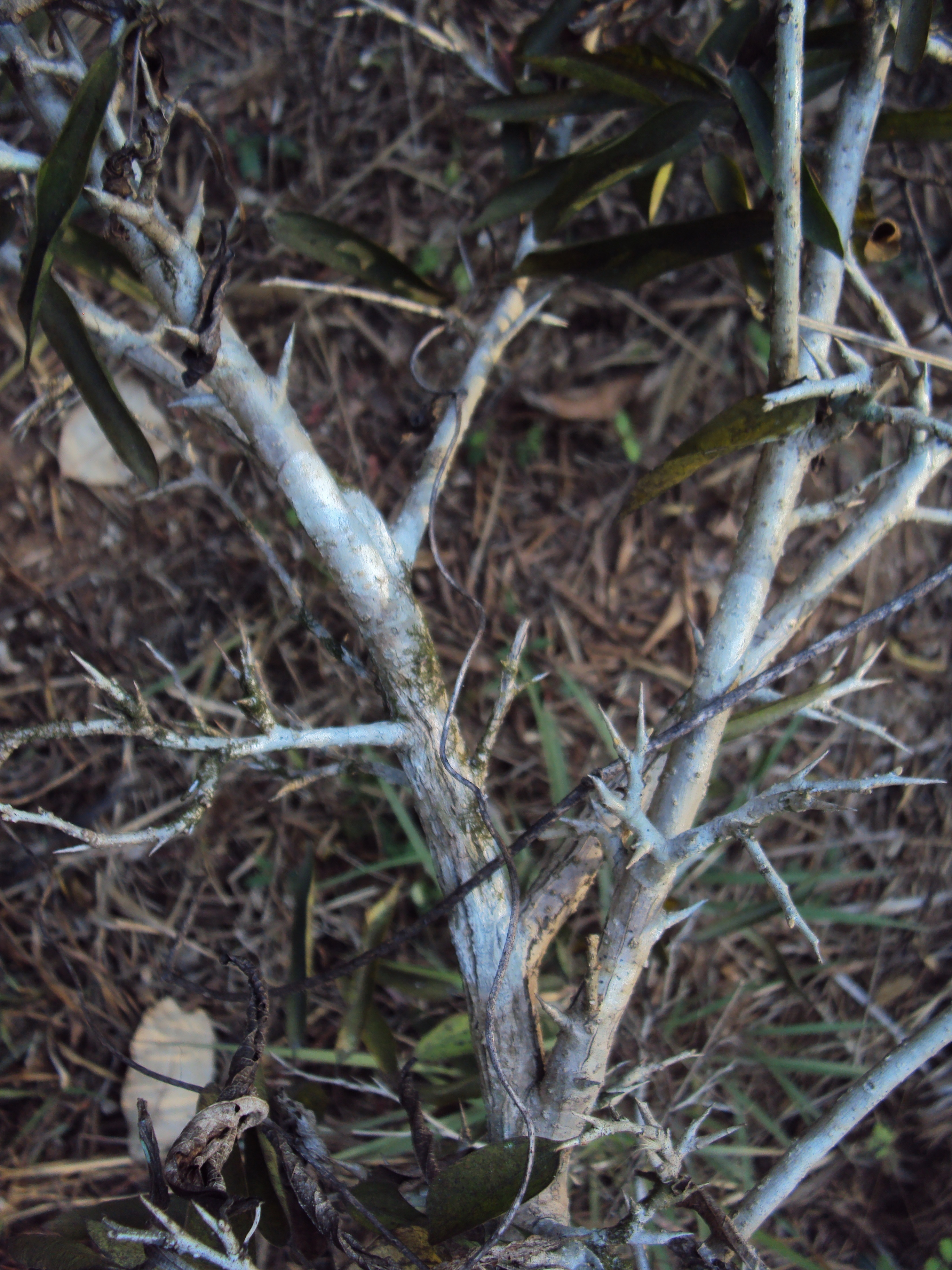
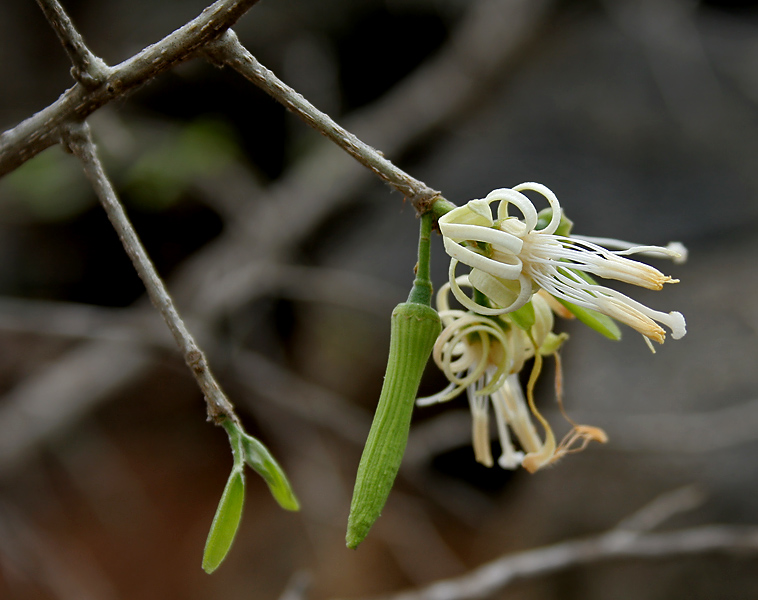
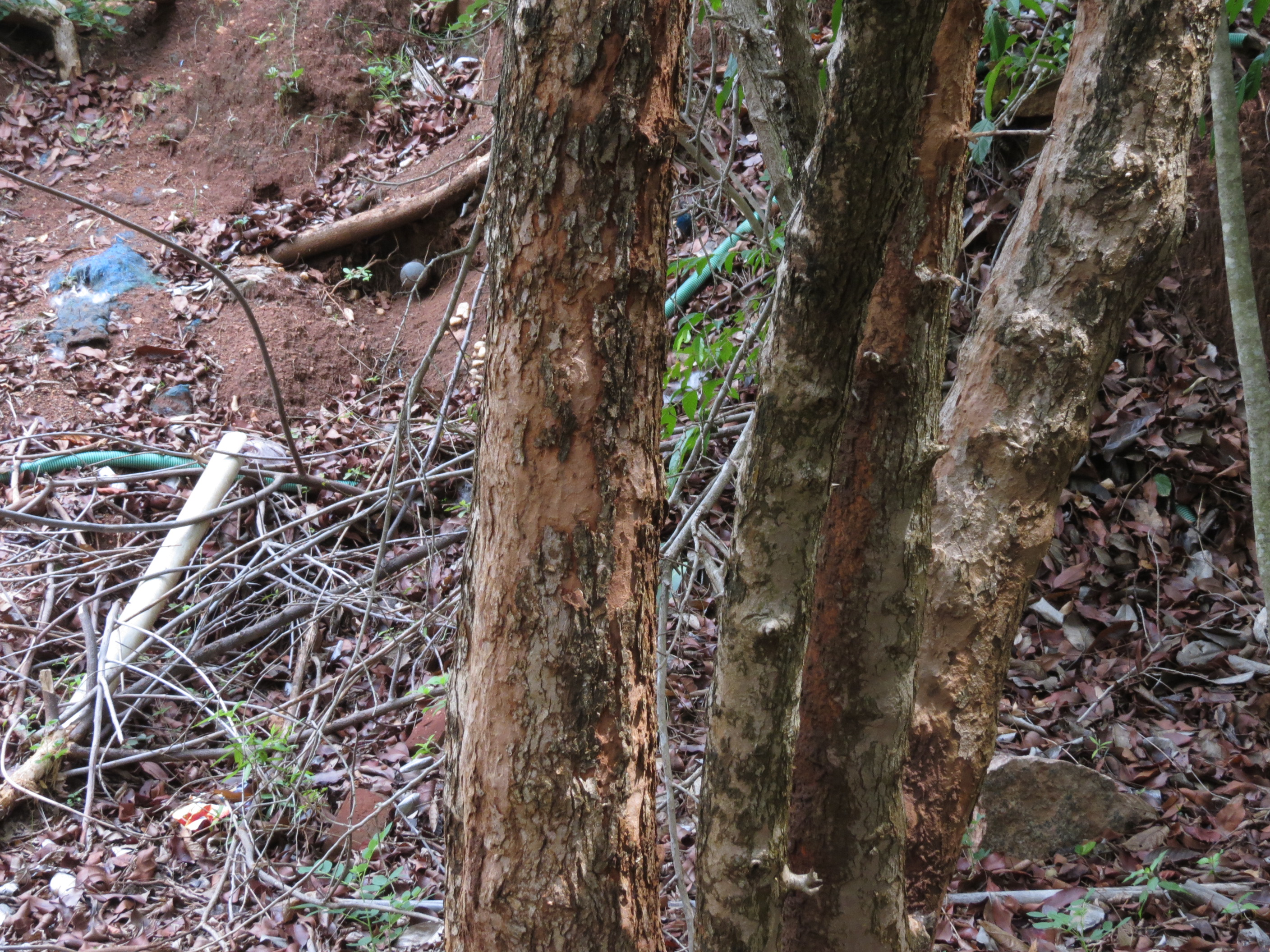
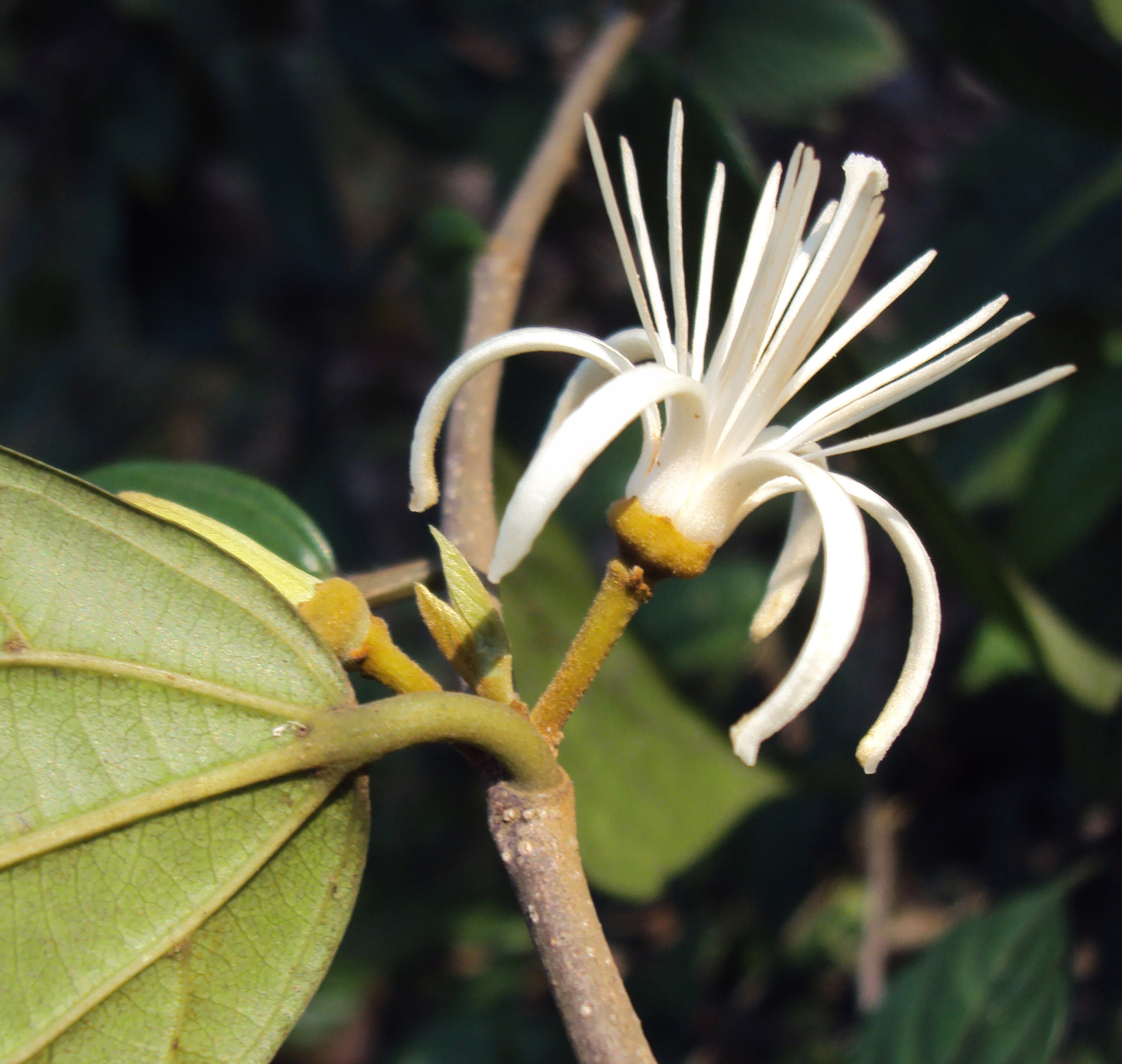
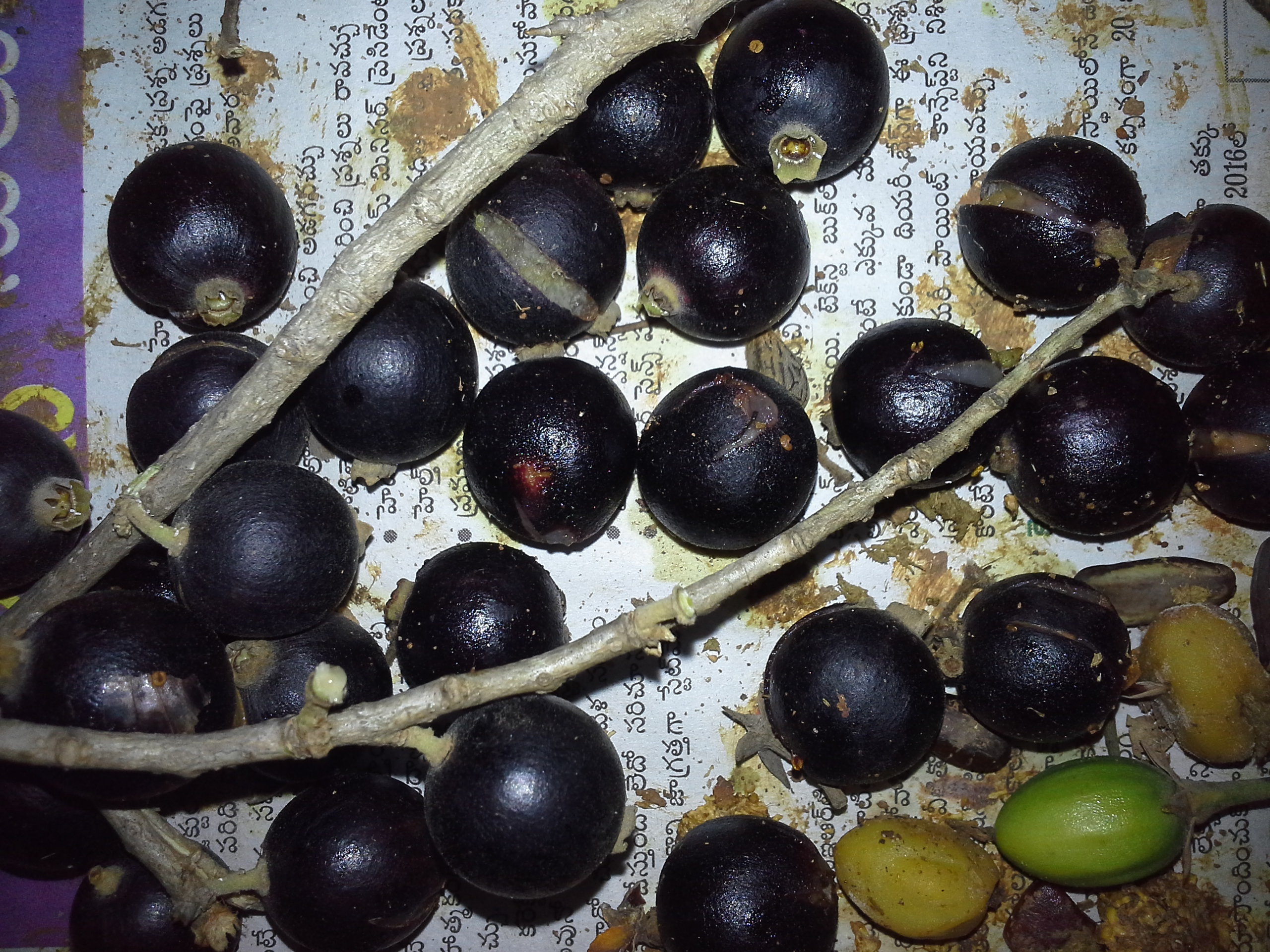